# Paracis
Paracis is een geslacht van neteldieren uit de klasse van de Anthozoa (bloemdieren).

## Soorten
- Paracis alba (Thomson & Henderson, 1905)
- Paracis alternans (Thomson & Russell, 1910)
- Paracis bebrycoides (Nutting, 1910)
- Paracis caecilia Grasshoff, 1996
- Paracis campanulifera (Nutting, 1910)
- Paracis ceylonensis (Thomson & Henderson, 1905)
- Paracis chawwa Grasshoff, 2000
- Paracis dejecta (Thomson & Russell, 1910)
- Paracis ijimai (Kinoshita, 1909)
- Paracis indica (Thomson & Henderson, 1905)
- Paracis indivisa Kükenthal, 1924
- Paracis minor (Wright & Studer, 1889)
- Paracis miyajimai (Kinoshita, 1909)
- Paracis obscura (Thomson & Russell, 1910)
- Paracis orientalis (Ridley, 1882)
- Paracis pustulata (Wright & Studer, 1889)
- Paracis rigida (Thomson & Simpson, 1909)
- Paracis serrata (Nutting, 1910)
- Paracis solorensis (Nutting, 1910)
- Paracis spinifera (Nutting, 1912)
- Paracis spinosa (Thomson & Henderson, 1906)
- Paracis squamata (Nutting, 1910)
- Paracis ulex (Thomson & Simpson, 1909)